# Friedrich Wilhelm Kraemer

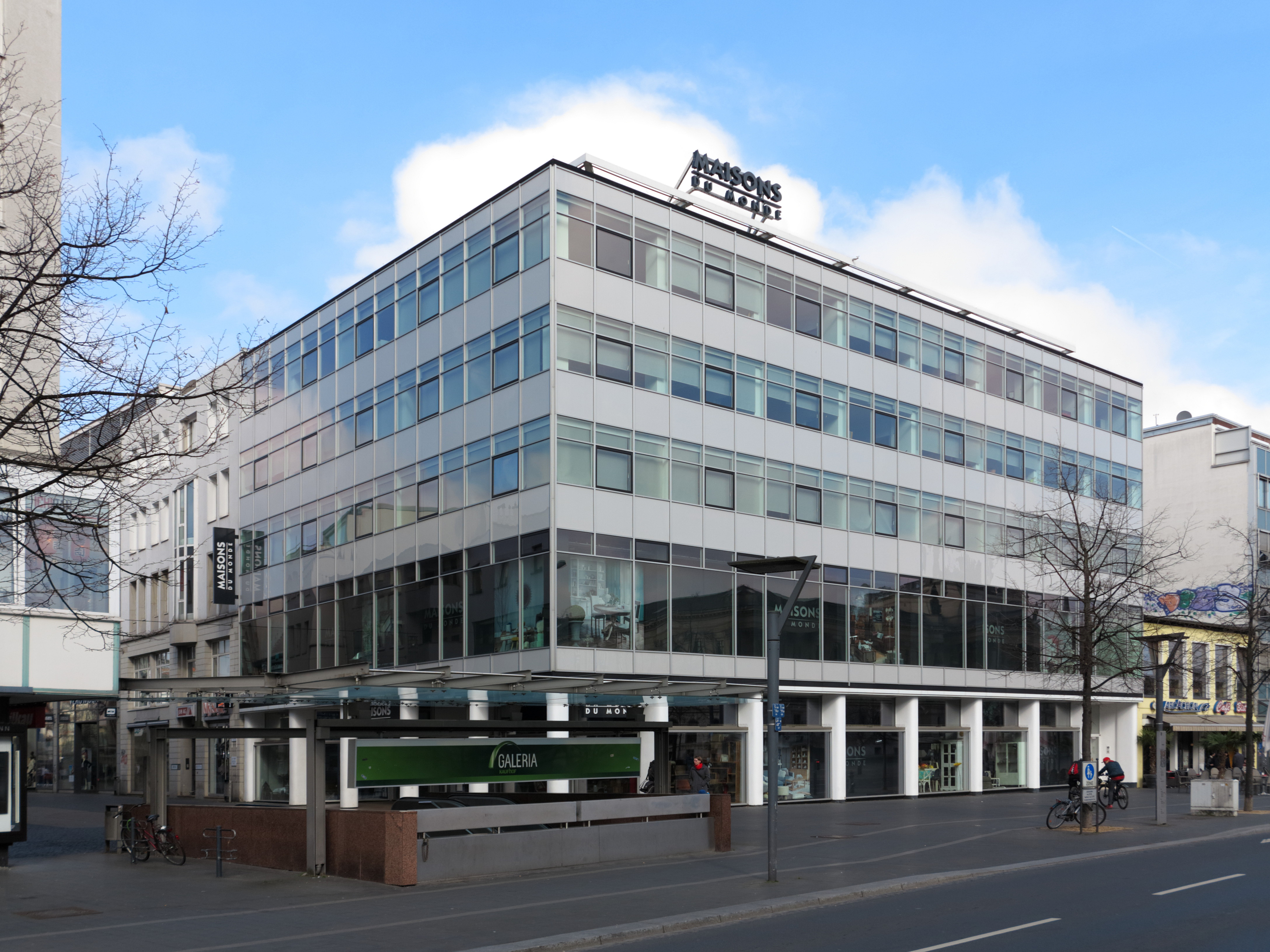
Flebbe-Haus (1953–1954)

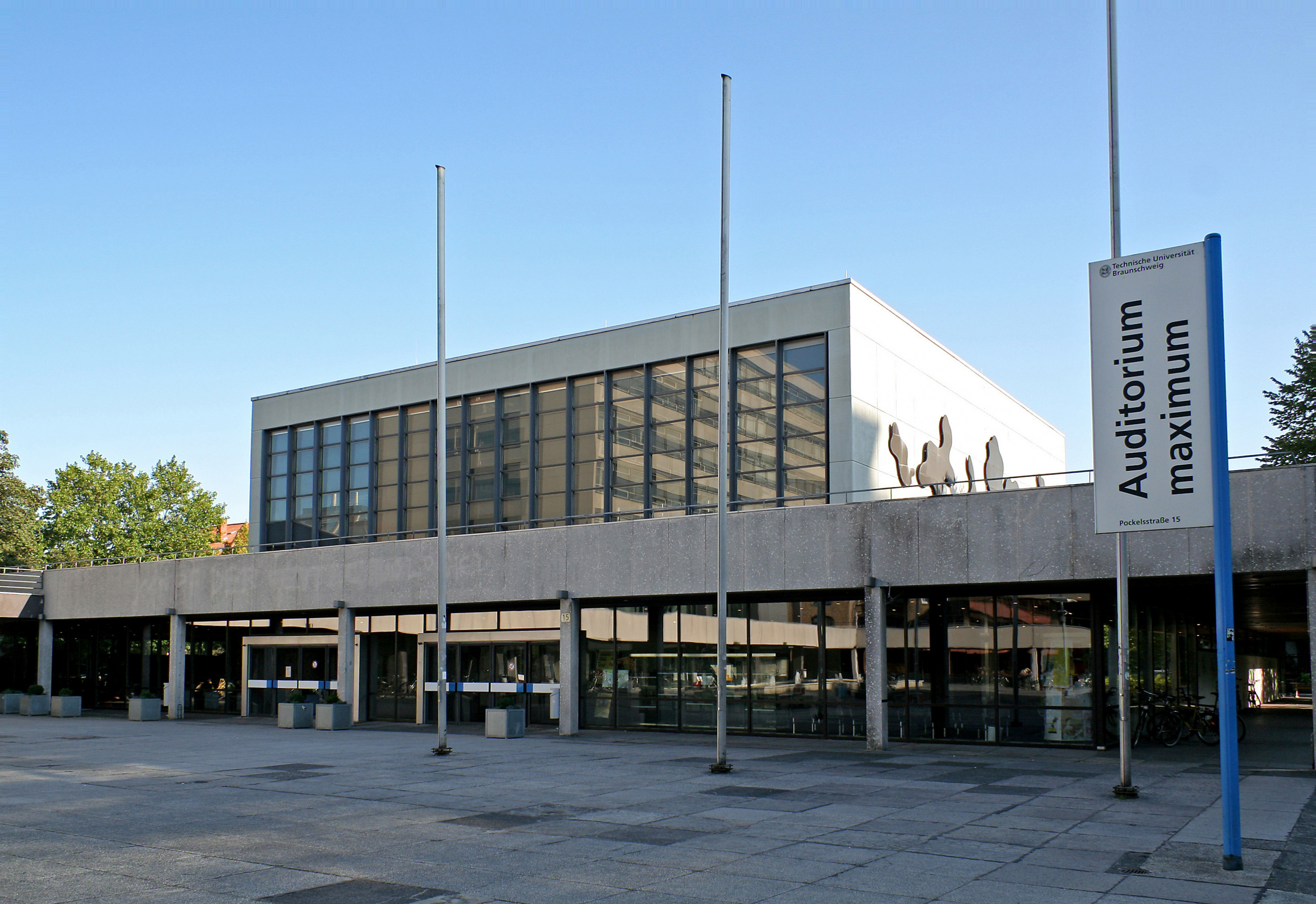
Audimax, Braunschweig

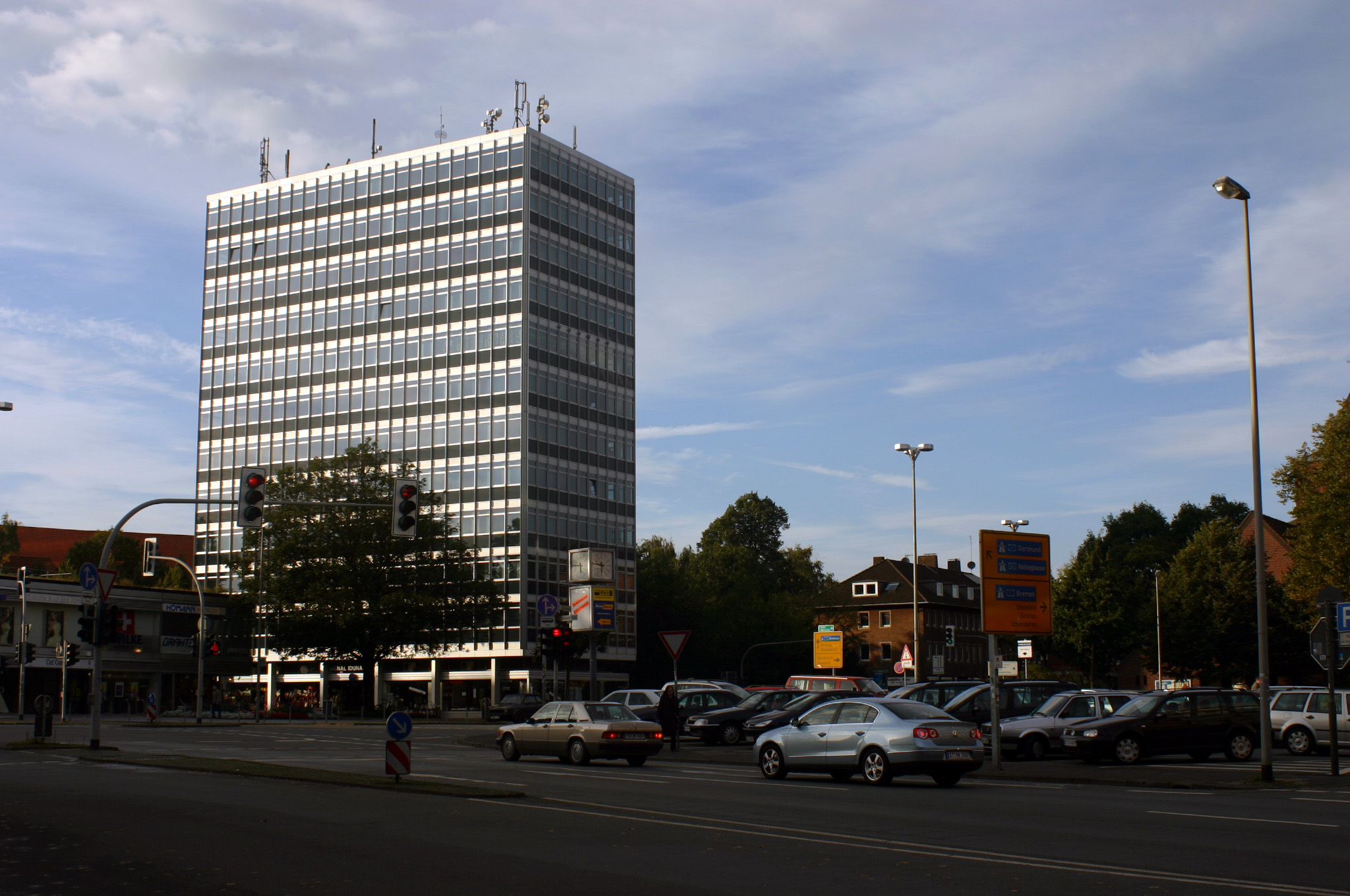
Iduna-Hochhaus, Münster

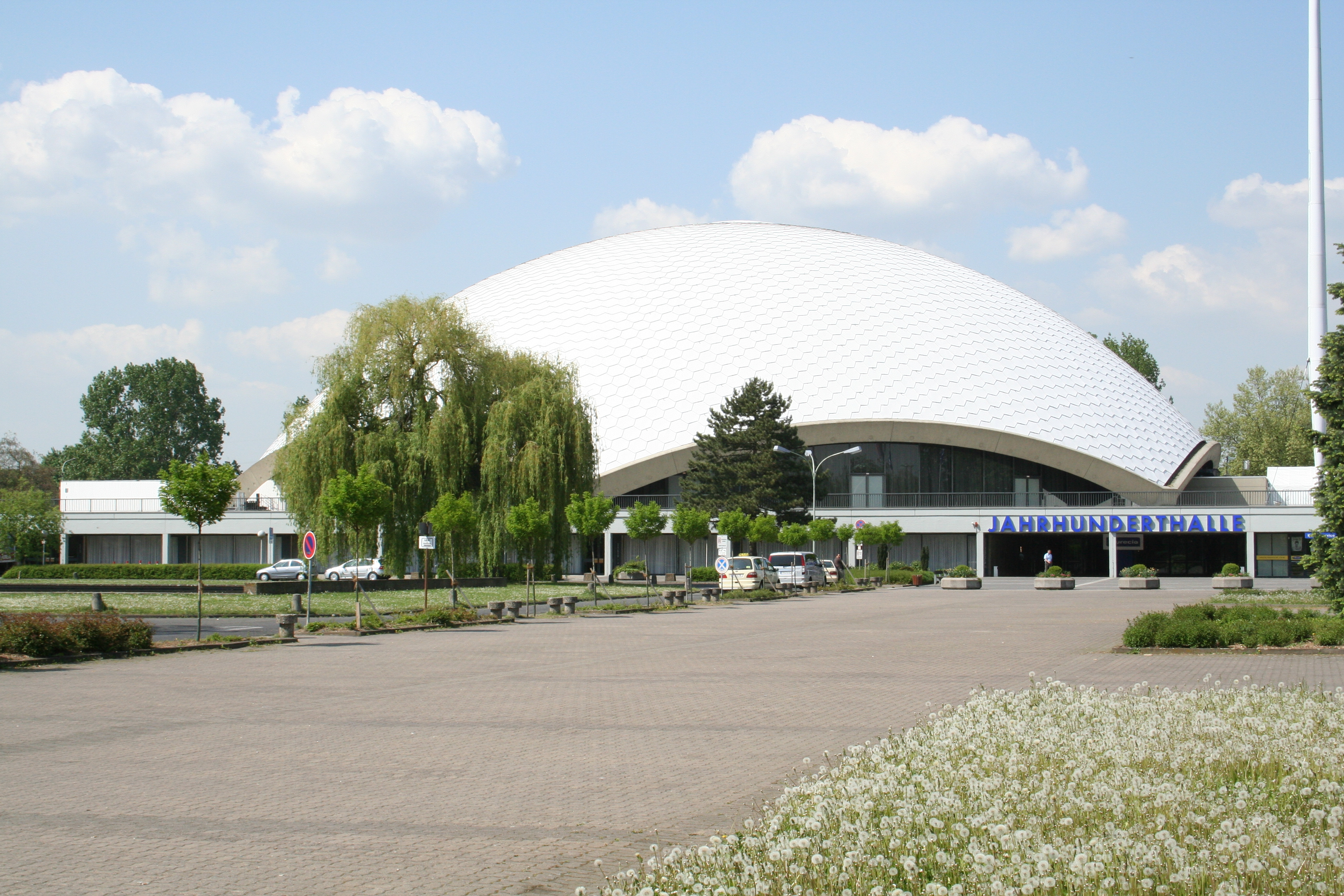
Jahrhunderthalle, Frankfurt

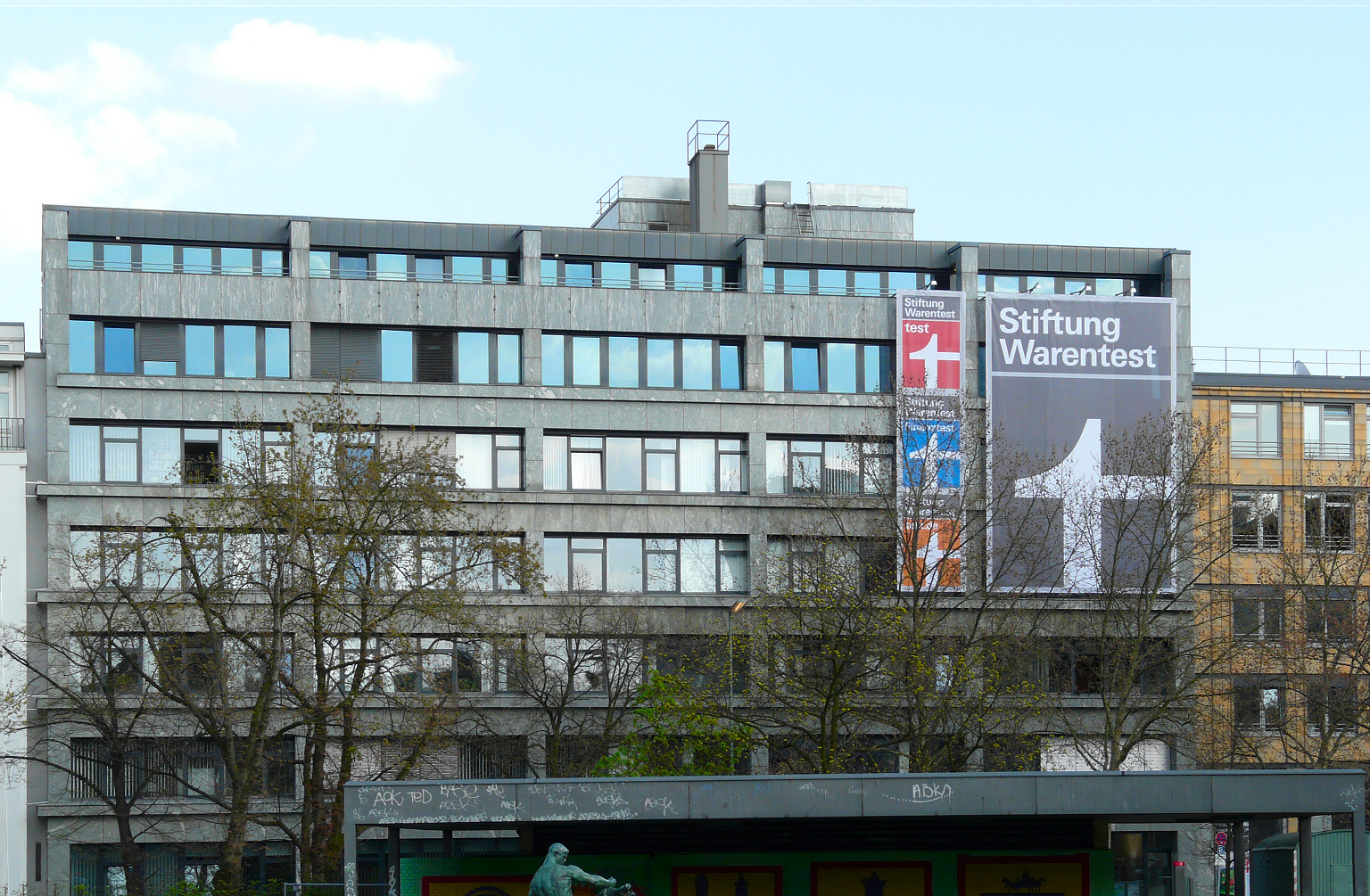
Preussag-Verwaltungsgebäude am Lützowplatz, Berlin

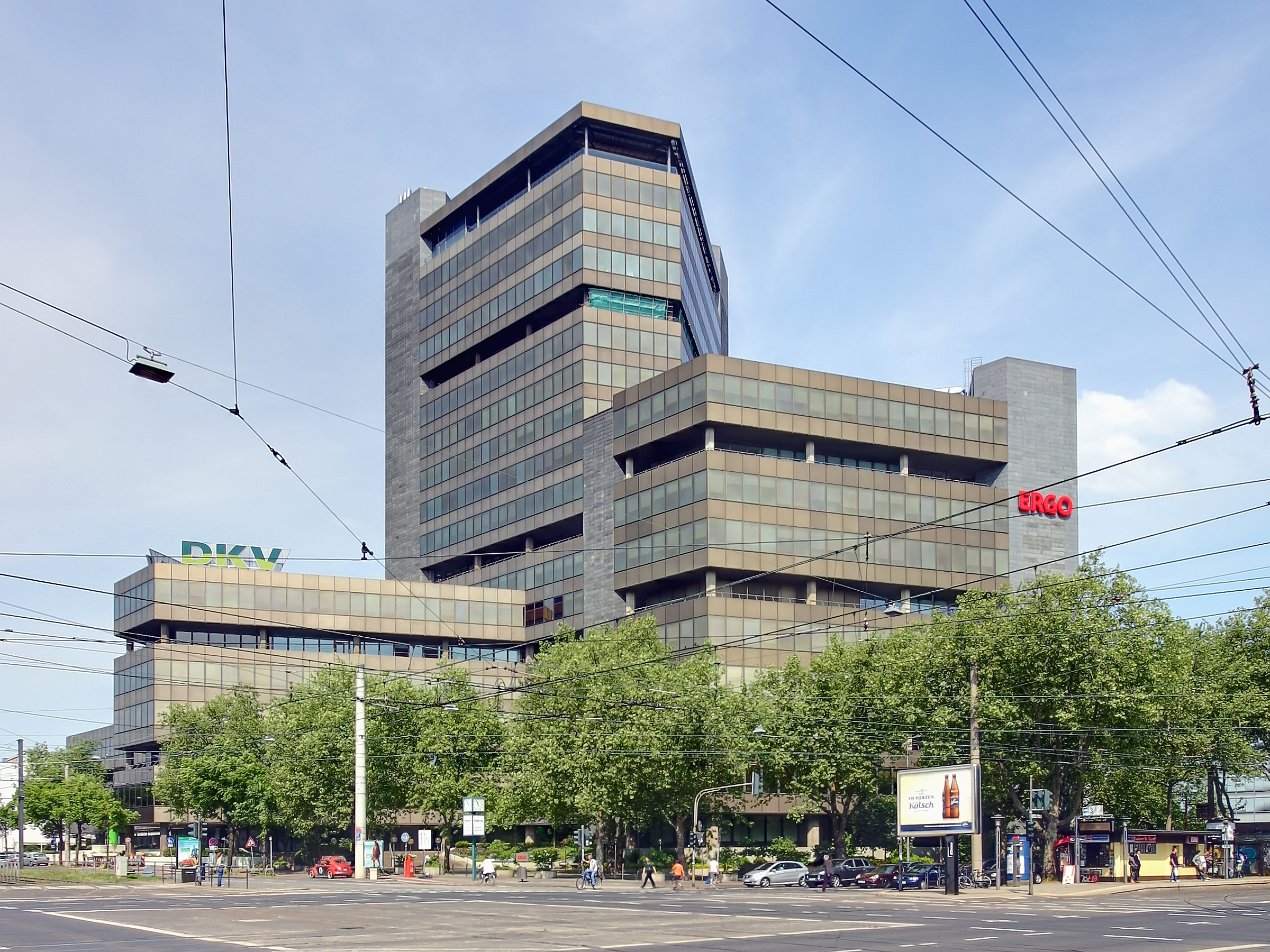
DKV-Verwaltung, Köln

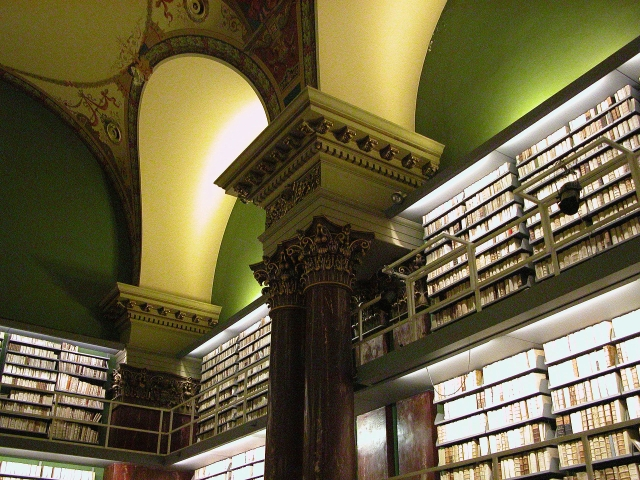
Innenausbau Herzog August-Bibliothek Wolfenbüttel

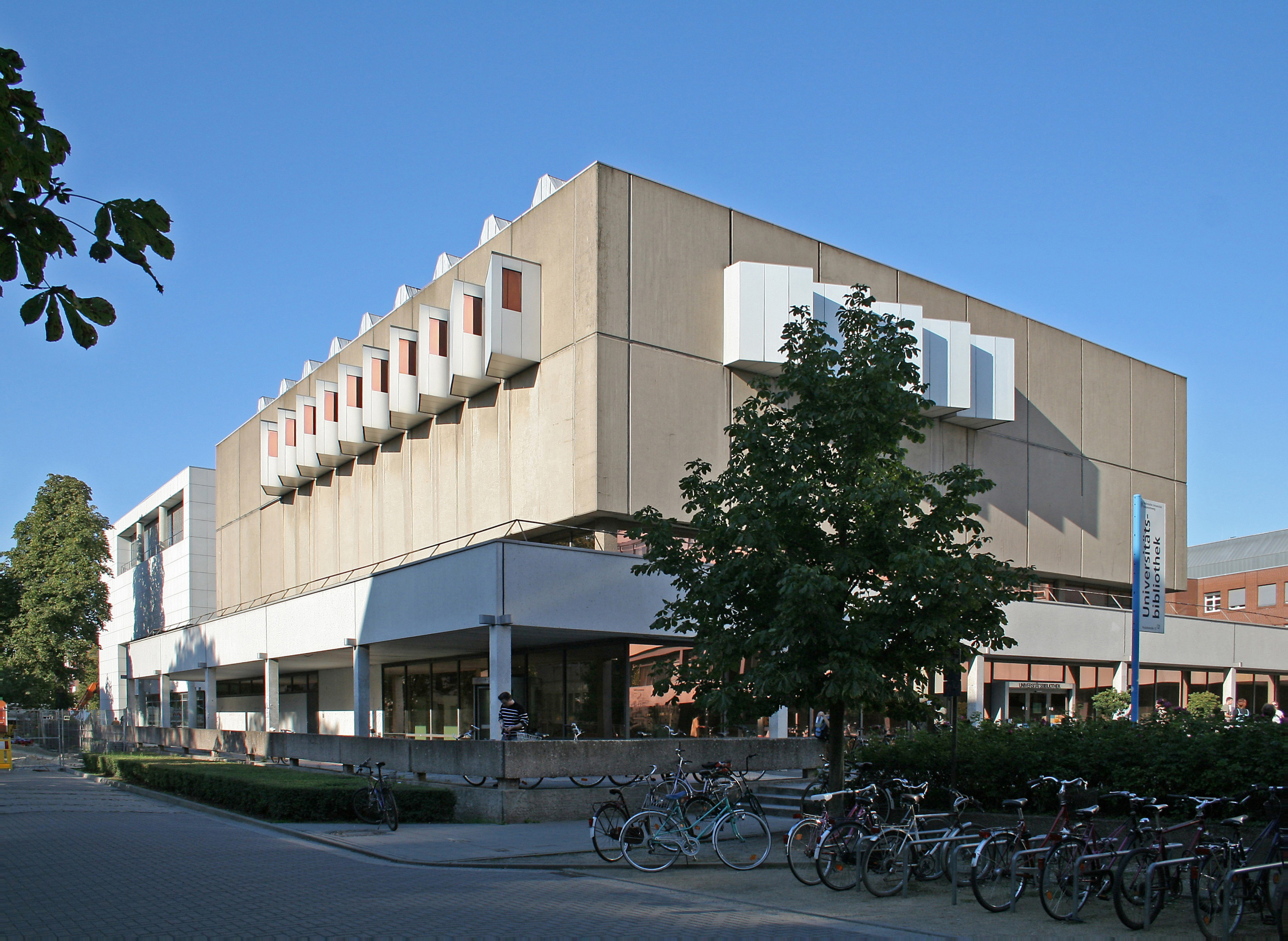
Universitätsbibliothek, Braunschweig

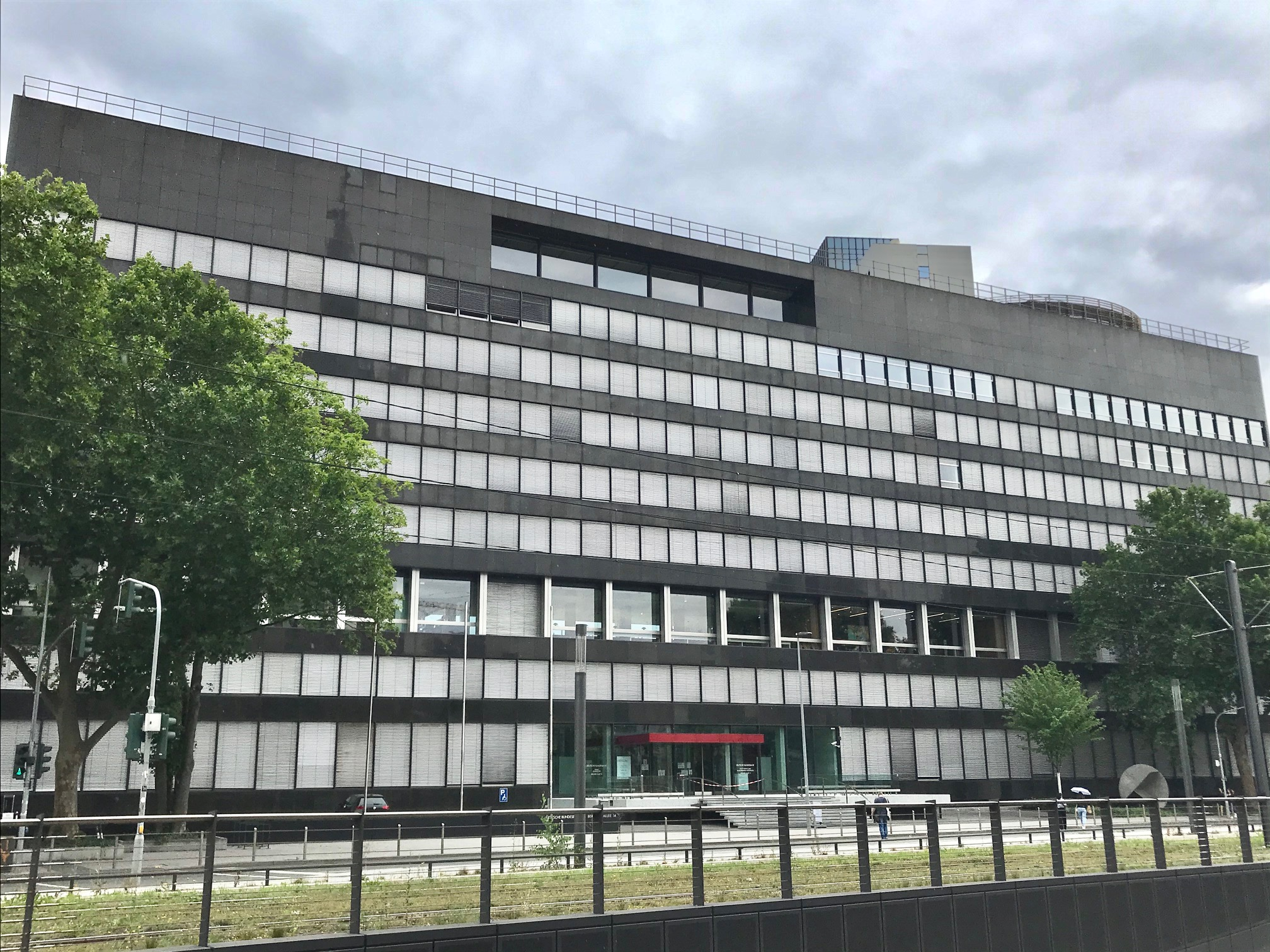
Landeszentralbank Düsseldorf

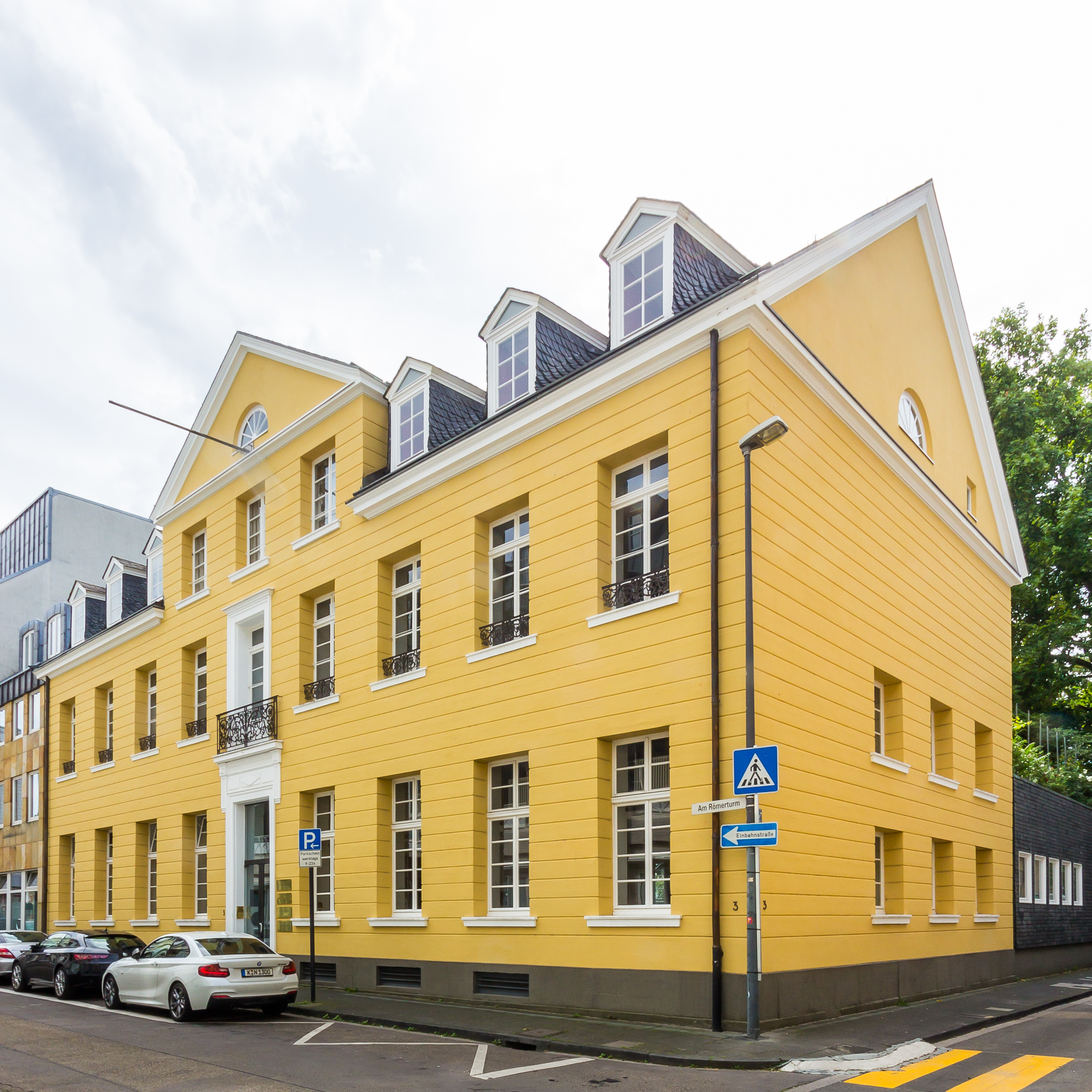
Am Römerturm 3, Köln

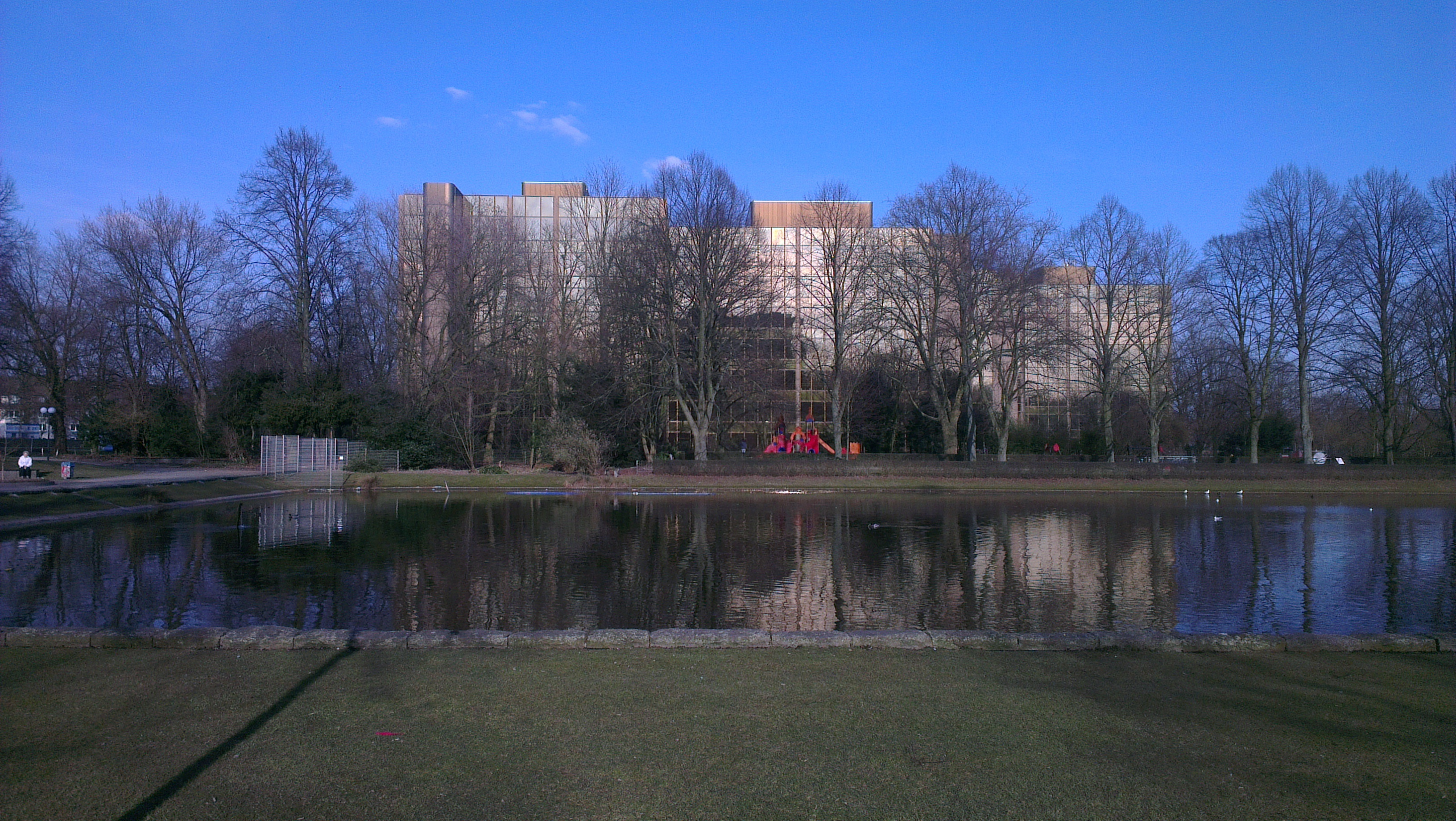
VEW Hauptverwaltung

Friedrich Wilhelm Kraemer (* 10. Mai 1907 in Halberstadt; † 18. April 1990 in Köln) war ein deutscher Architekt und Hochschullehrer.
Mit Walter Henn und Dieter Oesterlen begründete er die „Braunschweiger Schule“, eine in den 1950er und 1960er Jahren angesehene Architekturausbildung.

## Leben
In den Jahren 1925 bis 1929 studierte Friedrich Wilhelm Kraemer Architektur in Braunschweig und Wien und war von 1929 bis 1935 Assistent am Lehrstuhl von Carl Mühlenpfordt in Braunschweig. Mühlenpfordt beeinflusste Kraemers Verständnis von Architektur bleibend.
Friedrich Wilhelm Kraemer besaß in den Jahren 1935 bis 1940 ein Architekturbüro in Braunschweig und arbeitete als freier Architekt unter anderem mit der Firma Munte Bauunternehmen zusammen. 1939 wurde er zum offiziellen Vertrauensarchitekten der Deutschen Arbeitsfront bestellt und zugleich Kreisreferent des Amtes für Schönheit der Arbeit. Er plante zahlreiche Bauten für Industrie- und Rüstungsbetriebe, darunter auch ein Zwangsarbeiter-Lager für die Büssing Flugmotorenwerke und eine „Entlausungsanstalt“ für Zwangsarbeiter in der zu Büssing gehörenden NIEMO. Durch einen Kopfschuss in Russland schwer verwundet, nutzt er die Zeit seines Lazarett-Aufenthaltes in Göttingen zu einer Dissertation über „Die Theaterbauten und Theaterplanungen von Peter Joseph Krahe und Theodor Ottmer“, die er bis 1945 abschließt.
Ab dem Jahr 1945 war er Oberbaurat der Stadt Braunschweig, gibt diesen Posten aber bereits ein Jahr später wieder auf, zugunsten einer Professur für Gebäudelehre und Entwerfen an der TH (heute TU) Braunschweig. Seit 1947 war er Mitglied der Braunschweigischen Wissenschaftlichen Gesellschaft.
Seine ab dem Jahr 1945 entstandenen Bauten zeichnen sich durch eine strenge Formensprache und eine sachliche aber elegante Funktionalität aus und machen ihn zu einem der wichtigsten Braunschweiger Architekten des 20. Jahrhunderts, und, neben Egon Eiermann und Sep Ruf, einem der einflussreichsten deutschen Architekturproduzenten im Zeichen des Wirtschaftswunders.
Mit Günter Pfennig und Ernst Sieverts betrieb er 1960–1974 die Büropartnerschäft Prof. Kraemer – Pfennig – Sieverts (KPS), und mit Sieverts und anderen Partnern 1975–85 Prof. Kraemer Sieverts & Partner (KSP). Seine Büros in Braunschweig und Köln beschäftigten Anfang der 1960er Jahre über 170 Personen und erhielten zahlreiche Preise und Auszeichnungen.
Friedrich Wilhelm Kraemer engagierte sich auch in der Denkmalpflege und war beim Wiederaufbau des Braunschweiger Gewandhauses und an der Umgestaltung der Bibliotheca Augusta und des Zeughauses in Wolfenbüttel beteiligt.
Er wurde im Jahr 1974 emeritiert, nach dem Umzug nach Köln 1975 beendete er 1985 seine aktive Architektentätigkeit. Sein Sohn Kaspar Kraemer trat daraufhin in die Partnerschaft ein und nutzt das Haus Am Römerturm 3, eins der letzten Aufbauwerke seines Vaters.
Friedrich Wilhelm Kraemer starb 1990 im Alter von 82 Jahren. Seine Grabstätte befindet sich auf dem Kölner Melaten-Friedhof.

## Bauten (Auswahl)
- 1936–1941: Niedersächsische Motorenwerke in Braunschweig
- 1935–1936: Atelierhaus für den Maler Walther Hoeck in Lehndorf (mit Wilhelm Werker)[6]
- 1937: Wohnhaus und Büro Kraemer in Braunschweig[6]
- 1936: Wohnhaus Loebbecke in Braunschweig[6]
- 1938–1939: Gaststätte „Unter den Eichen“ und Ladenzeile in Bad Harzburg[6]
- 1950–1951: NWDR-Funkhaus in Hannover ⊙
- 1950–1955: Oberschule Wolfsburg, heute Ratsgymnasium (Wolfsburg) ⊙
- 1951–1952: Geschäftshaus Pfeiffer & Schmidt in Braunschweig ⊙
- 1953–1954: Warenhaus Flebbe in Braunschweig ⊙
- vor 1955: Erweiterung des VW-Reparaturwerkes der Max Voets GmbH in Braunschweig[7]
- 1955–1956: Rolleiflex Werkstattgebäude VIII und IX, Braunschweig
- 1955–1956: Clausewitz-Kaserne in Nienburg/Weser ⊙
- 1956/57: Versicherungshaus Am Wall 128/134 in Bremen ⊙
- 1957–1958: Unterharzer Berg- und Hüttenwerke in Goslar
- 1957–1958, 1962–1963: Verwaltungs- und Ausstellungsgebäude in Braunschweig[8] ⊙
- 1958: Auditorium maximum der TH Braunschweig[9] ⊙
- 1956–1959: Aufbau- und Abendgymnasium in Dortmund-Brünninghausen[9] ⊙
- 1958–1960: Jungferntal-Schule in Dortmund[9]
- 1960–1961: Iduna-Hochhaus am Servatiiplatz in Münster[9] ⊙
- 1955–1963: Jahrhunderthalle Farbwerke Hoechst AG in Frankfurt am Main ⊙
- 1961–1963: Iduna-Hochhaus in Essen, später GFKL, seit 2016 Magna Tower ⊙
- 1963: Nordwestdeutscher Rundfunk, heute NDR-Landesfunkhaus in Hannover
- 1959–1964: Hauptverwaltung der Stadtsparkasse Düsseldorf in der Berliner Allee (Düsseldorf) ⊙
- 1960–1964: Landeszentralbank in Düsseldorf[9]
- 1963–1965: Wohnhaus Roedenbeck in Braunschweig (mit Reinhard Schulze)
- 1963–1966: Studiobühne / Sechseckbau der Christian-Albrechts-Universität zu Kiel am Westring in Kiel[10]
- 1965: Verwaltungsbau der Preussag AG am Lützowplatz in Berlin (heute Sitz der Stiftung Warentest)[1] ⊙
- 1965–1966: Hörsaalgebäude der Universität Münster am Hindenburgplatz
- 1966: Hauptverwaltung der DKV Deutsche Krankenversicherung in Köln-Lindenthal[9] ⊙
- 1966–1968: Büro- und Geschäftshaus der Iduna-Versicherungen in Gelsenkirchen (mit Ernst Sieverts und Günter Pfennig)[9][11] ⊙
- 1967: Atrium-Hotel und Bahnhofsvorplatz in Braunschweig ⊙
- 1968–1971: BP-Hauptverwaltung in Hamburg-Winterhude[12] ⊙
- 1968–1970: Simonbank in Düsseldorf (mit Ernst Sieverts und Günter Pfennig)[9] ⊙
- 1970: Universitätsbibliothek Braunschweig ⊙
- 1960–1980: Umbau und Sanierung der Herzog August Bibliothek, des Lessinghauses und des Zeughauses in Wolfenbüttel ⊙ ⊙ ⊙
- 1972–1974: Wiederaufbau des kriegszerstörten Wohnhauses Am Römerturm 3 in Köln ⊙
- vor 1973: Staatliche Ingenieurschule für Maschinenwesen in Gelsenkirchen-Buer (mit Ernst Sieverts und Günter Pfennig, heute Westfälische Hochschule Gelsenkirchen Bocholt Recklinghausen)[9] ⊙
- 1973–1976: Studentendorf Schlachtensee in Berlin ⊙
- vor 1977: Hauptverwaltung der VEW in Dortmund (mit Ernst Sieverts und Günter Pfennig)[13] ⊙
- 1978–80: Verwaltungsgebäude der Rheinenergie in Köln[14] ⊙

- Karte mit allen Koordinaten:
- OSM |
- WikiMap